# Николаевка (Макаровский район)
Николаевка (укр. Миколаївка) — село, входит в Бучанский район Киевской области Украины.
Население по переписи 2001 года составляло 30 человек. Почтовый индекс — 08032. Телефонный код — 4578. Занимает площадь 0,012 км². Код КОАТУУ — 3222782604.

## Местный совет
08032, Київська обл., Макарівський р-н, с. Колонщина, вул. Леніна, 6

## Галерея

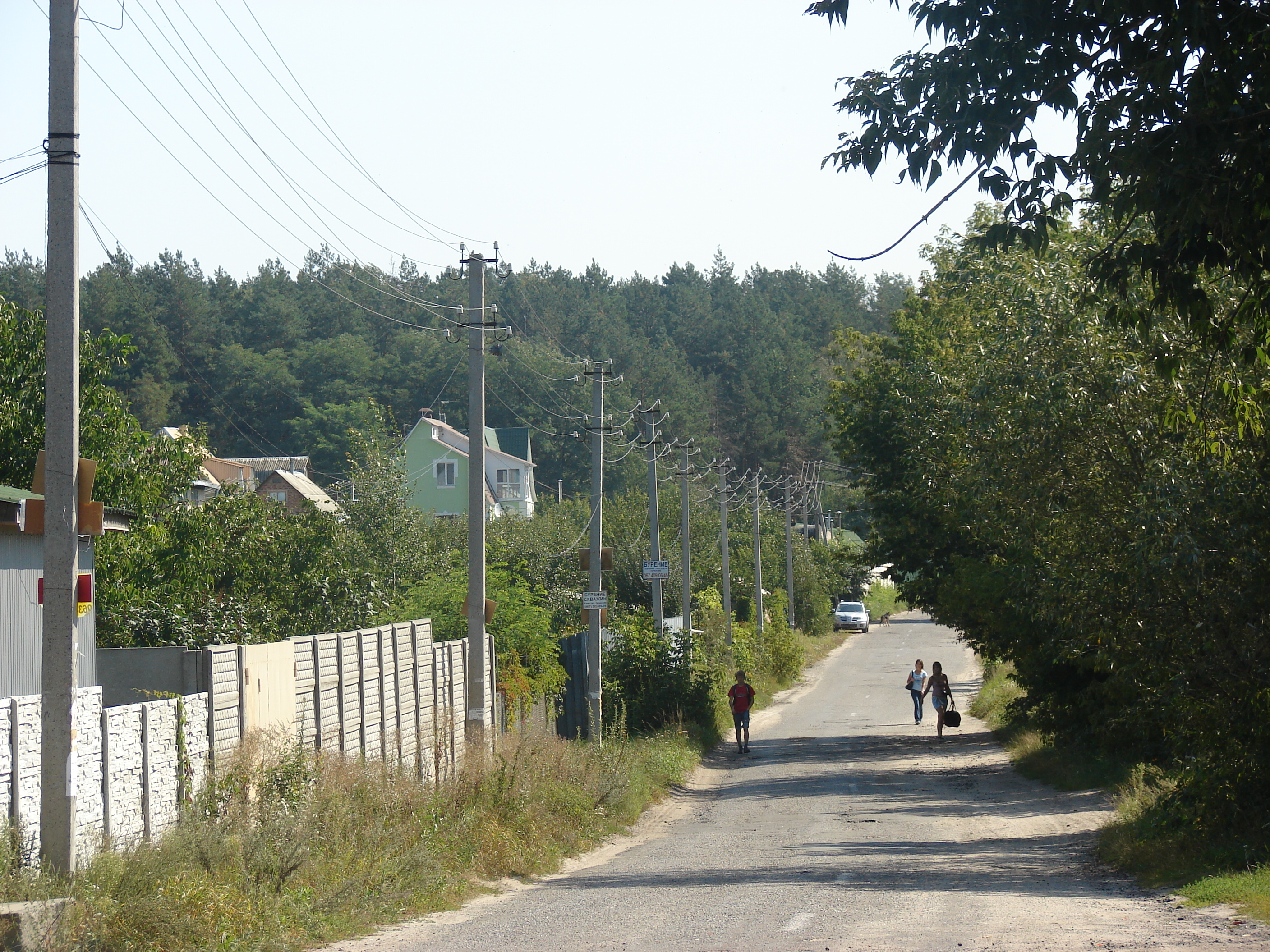
Улица села
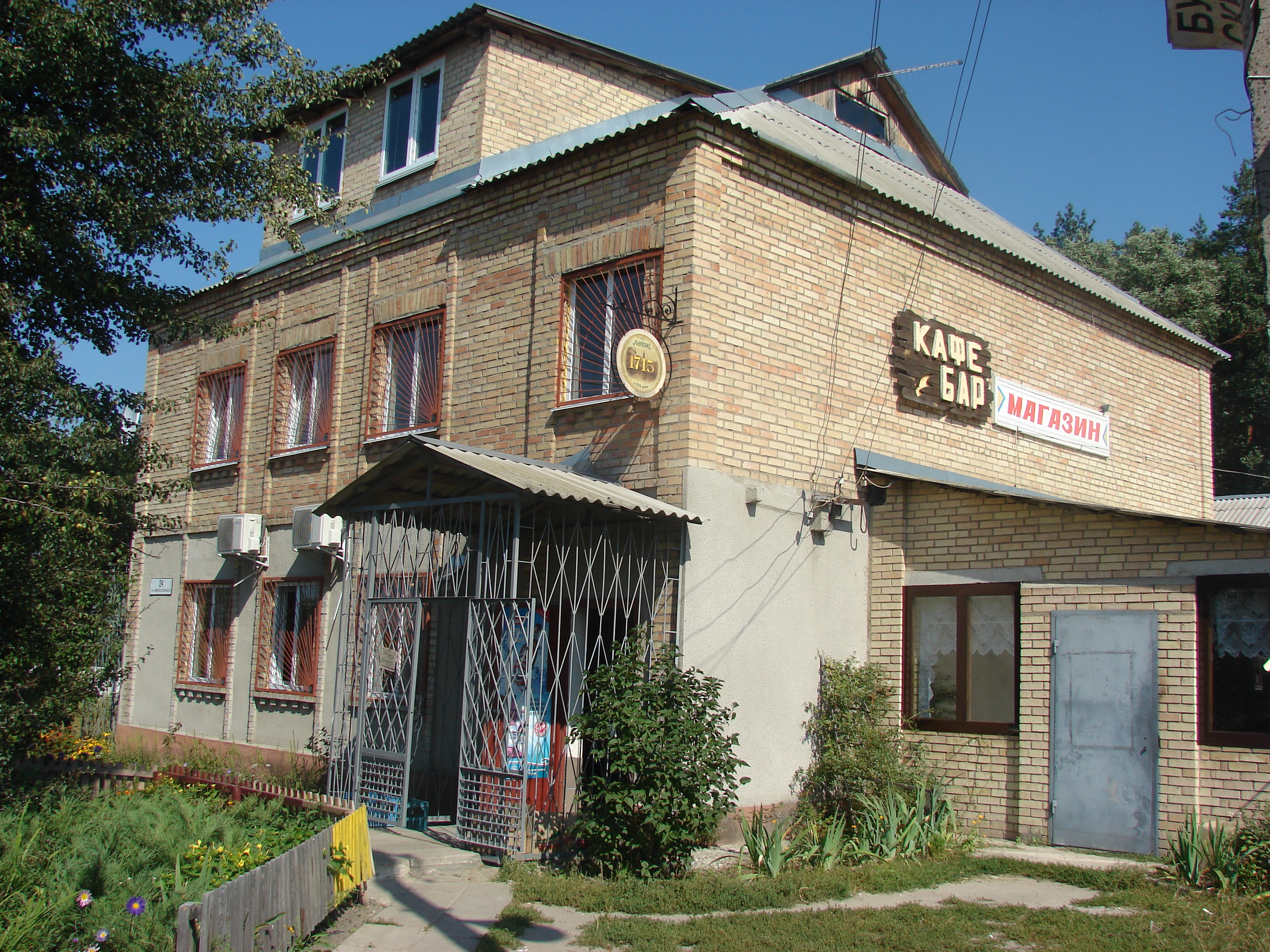
Магазин